# روبن بارتلت
روبن بارتلت (انگلیسی: Robin Bartlett؛ زادهٔ ۲۲ آوریل ۱۹۵۱) هنرپیشه اهل ایالات متحده آمریکا است.

## بخشی از فیلمشناسی
از فیلم‌ها یا برنامه‌های تلویزیونی که وی در آن نقش داشته‌است می‌توان به آثار زیر اشاره کرد.
- دروازه بهشت (فیلم) (۱۹۸۰)
- انتخاب سوفی (۱۹۸۲)
- ماه‌زده (۱۹۸۷)
- به من تکیه کن (۱۹۸۹)
- جنایت و جنحه (۱۹۸۹)
- کارت‌پستال‌هایی از لبه پرتگاه (۱۹۹۰)
- آلیس (فیلم ۱۹۹۰) (۱۹۹۰)
- در مورد هنری (۱۹۹۱)
- به نظر می‌رسد می‌تواند بکشد (۱۹۹۱)
- فریب‌خورده (۱۹۹۱)
- ذهن‌های خطرناک (۱۹۹۵)
- عزیزم، ما خودمان را کوچک کردیم (۱۹۹۷)
- شهر فرشته‌ها (۱۹۹۸)
- جزیره شاتر (فیلم) (۲۰۱۰)
- درون لوین دیویس (۲۰۱۳)
- بال غربی (مجموعه تلویزیونی) (۲۰۰۲)
- بابای آمریکایی! (۲۰۰۵)
- جراحی پلاستیک (مجموعه تلویزیونی) (۲۰۰۵)
- زیاد ذوق‌زده نشو (۲۰۰۷)
- سی‌اس‌آی: میامی (۲۰۱۰)
- داستان ترسناک آمریکایی: تیمارستان (۲۰۱۳)
- داستان ترسناک آمریکایی: محفل (۲۰۱۳)
- بتل کریک (مجموعه تلویزیونی) (۲۰۱۵)
- بروکلین نه-نه (۲۰۱۵)
- روز هفتم (۲۰۲۱)